# Манго (остров)
Манго (фидж. Mago) — остров в Фиджи. Административно входит в состав провинции Лау.

## География
Манго представляет собой небольшой вулканический остров, расположенный в северо-западной части архипелага Лау, примерно в 23 км к юго-западу от острова Намалата, который находится недалеко от острова Вануа-Мбалаву. Омывается водами моря Коро, которое, в свою очередь, является частью Тихого океана. Площадь острова составляет 22 км².

## История
В 1864 году на Манго новозеландскими предпринимателями, братьями Райдер, была создана плантация сахарного тростника. После этого события вождь островов Лау, Маафу, выселил местных жителей на остров Вануа-Мбалаву. На плантации же были наняты выходцы с острова Вити-Леву. Кроме того, жителями активно производилась копра, которая шла на экспорт. Впоследствии Манго несколько раз сменял владельцев, пока в 1985 году он не был выкуплен японской компанией «Tokyu Corporation». В 2005 году остров был выкуплен американским актёром Мелом Гибсоном. Стоимость сделки, которая вызвала резкое недовольство коренных жителей, выселенных с Манго в XIX веке, составила около $15 млн.